# Michael Anthony (autor)
Michael Anthony (Mayaro, 10 de fevereiro de 1930 – 24 de agosto de 2023) foi um autor e historiador do Caribe, nomeado  uma das "50 pessoas mais influentes em Trinidad e Tobago".

## Infância e educação
Nascido no condado de Mayaro, Trinidad, em 10 de fevereiro de 1930, filho de Nathaniel Anthony e Eva Jones Lazarus, Michael Anthony foi educado na ilha na Escola Católica Romana de Mayaro e na Escola Técnica Júnior em San Fernando. Posteriormente, ele aceitou um emprego como lavador de roupas em Pointe-à-Pierre por cinco anos, mas tinha ambições de se tornar jornalista. Mais tarde, seus poemas foram publicados pelo Trinidad Guardian em 1954. No entanto, não lhe foi suficiente para garantir um novo emprego localmente, e Anthony decidiu continuar sua carreira no Reino Unido.

## Carreira fora de Trinidad e morte
A viagem de Anthony ao Reino Unido a bordo do Hildebrandt ocorreu em dezembro de 1954. Na Inglaterra, ele ocupou vários empregos, inclusive como subeditor da agência de notícias Reuters (1964-1968), enquanto desenvolvia sua carreira como escritor, escrevendo contos para o programa de rádio da BBC Caribbean Voices.
Em 1958, ele se casou com Yvette Phillips e eles tiveram quatro filhos — Jennifer, Keith, Carlos e Sandra Anthony.
Quatro anos depois, Anthony publicou seu primeiro livro, The Games Were Coming, uma história de ciclismo inspirada em eventos reais. Ele seguiu seu sucesso com o ano em San Fernando e o Green Days by the River . Ele finalmente retornou a Trinidad em 1970, depois de passar dois anos como parte do corpo diplomático de Trinidad no Brasil, onde seu romance King of the Masquerade está montado, e trabalhou várias vezes como editor, pesquisador do Ministério da Cultura e como um radiodifusor de programas históricos. Em 1992, ele passou um tempo na Universidade de Richmond, na Virgínia, ensinando redação criativa.
Em sua carreira de cinco décadas, Anthony teve mais de 30 títulos publicados, incluindo romances, coleções de ficção curta, livros para jovens leitores, diários de viagem e histórias. Ele também contribuiu com muitas antologias e revistas, incluindo Prosa do Caribe, Vozes das Ilhas, Histórias do Caribe, Resposta, Olhos do Sol, Narrativa das Índias Ocidentais, Bajan e BIM.
Anthony morreu no dia 24 de agosto de 2023, aos 92 anos.

## Prêmios e honras
Em 1979, Michael Anthony recebeu a medalha Hummingbird (Gold) por suas contribuições à literatura e recebeu um doutorado honorário da Universidade das Índias Ocidentais (UWI) em 2003.